# Toonoo Tunnillie
 (mars 2025).
La mise en forme du texte ne suit pas les recommandations de Wikipédia : il faut le « wikifier ».
Les points d'amélioration suivants sont les cas les plus fréquents :
- Les titres sont pré-formatés par le logiciel. Ils ne sont ni en capitales, ni en gras.
- Le texte ne doit pas être écrit en capitales (les noms de famille non plus), ni en gras, ni en italique, ni en « petit »…
- Le gras n'est utilisé que pour surligner le titre de l'article dans l'introduction, une seule fois.
- L'italique est rarement utilisé : mots en langue étrangère, titres d'œuvres, noms de bateaux, etc.
- Les citations ne sont pas en italique mais en corps de texte normal. Elles sont entourées par des guillemets français : « et ».
- Les listes à puces sont à éviter, des paragraphes rédigés étant largement préférés. Les tableaux sont à réserver à la présentation de données structurées (résultats, etc.).
- Les appels de note de bas de page (petits chiffres en exposant, introduits par l'outil «  Source ») sont à placer entre la fin de phrase et le point final[comme ça].
- Les liens internes (vers d'autres articles de Wikipédia) sont à choisir avec parcimonie. Créez des liens vers des articles approfondissant le sujet. Les termes génériques sans rapport avec le sujet sont à éviter, ainsi que les répétitions de liens vers un même terme.
- Les liens externes sont à placer uniquement dans une section « Liens externes », à la fin de l'article. Ces liens sont à choisir avec parcimonie suivant les règles définies. Si un lien sert de source à l'article, son insertion dans le texte est à faire par les notes de bas de page.
- La présentation des références doit suivre les conventions bibliographiques. Il est recommandé d'utiliser les modèles {{Ouvrage}}, {{Chapitre}}, {{Article}}, {{Lien web}} et/ou {{Bibliographie}}. Le mode d'édition visuel peut mettre en forme automatiquement les références.
- Insérer une infobox (cadre d'informations à droite) n'est pas obligatoire pour parachever la mise en page.

Pour une aide détaillée, merci de consulter Aide:Wikification.
Si vous pensez que ces points ont été résolus, vous pouvez retirer ce bandeau et améliorer la mise en forme d'un autre article.
 (mars 2025).
Toonoo Tunnillie (1920-1969) était un artiste Inuk faisant partie de la première vague d'artistes provenant de la région de Cape Dorset. Ses sculptures faites en marbre et serpentine l'ont fait un des premiers artistes Inuk à être reconnus dans la scène internationale. Tunnillie ne signait aucun de ses sculptures, donc plusieurs de ses oeuvres restent non identifiées. Par contre, celles qui ont été identifiées sont présentes dans des collections muséales majeures dans le Metropolitan Museum of Art et le Musée des beaux-arts du Canada.                                            

## Biographie
Né à l'île de Baffin du Sud en 1920, Toonoo Tunnillie était le plus jeune de cinq enfants, dont beaucoup sont décédés à un jeune âge,. Son adolescence n'a pas été documentée extensivement, mais au début des années 1940, il épousa Sheojuke Toonoo. À la suite de leur mariage, le couple fonda leur famille à Kangia, un camp traditionnel proche de Cape Dorset. 
Tunnillie était un chasseur et un pêcheur accompli, alors que Sheojuke travaillait dans différentes créations artistiques (e.g., Création de dessins, estampes, sculptures et vêtements.).Grâce à une initiative développée par James Houston et le gouvernement canadien pour créer une industrie artistique viable pour les artistes du Nord; Tunnillie et Sheojuke se lancent dans l’industrie des arts. Entre 1940 et 1950, Toonoo Tunnillie commence à créer des sculptures et les échanger avec James Archibald Houston, ainsi que des commerçants de fourrure proche de Cape Dorset. 
Tunnillie créait ses sculptures à partir des matériaux qu'il trouvait dans la nature lors de ses sessions de chasse. Il utilisait la forme naturelle du matériau (e.g., Ronde, triangulaire, etc.) qu'il travaillait pour guider sa créativité. Étant donné que le camp traditionnel de Kangia était proche de plusieurs dépôts de serpentine et de marbre, Tunnillie disposait de plusieurs matériaux pour ses créations. À travers ses sculptures, il a inspiré ses enfants Ovilu Tunnillie (en), Jutai Toonoo et Sam Toonoo à se lancer dans des carrières dans le domaine de l'art.
En 1959, Toonoo Tunnillie est envoyé à un hôpital dans le sud à cause d'une maladie inconnue; Mais il retourna avec sa famille en 1960. Après son retour, la famille déménage vers Igalaliq, un camp traditionnel proche de Cape Dorset et proche des dépôts de serpentine.

### Mort
Tunnillie est décédé après avoir été assassiné par son beau-fils Mikkigak Kingwatsiakde pendant qu’ils chassaient le phoque ensemble en 1969. Cet événement a été présenté comme un tir accidentel dans leur bateau. Vingt-cinq ans plus tard, Kingwatsiakde se rend à la police, affirmant avoir tué son beau-père. La famille se soumet au choix de leur mère et renonce à porter plainte, guidée par la spiritualité chrétienne et des mœurs ancestrales privilégiant l'harmonie plutôt que la punition,.

## Œuvres
-  Mother and Child: Cette œuvre représente le côté sensible de Tunnillie, car il s’investit émotionnellement dans la création de cette pièce pour montrer le lien émotionnel entre un enfant Inuk et sa mère.
-  Man Holding Animal: Cette œuvre symbolise les chiens abattus de Toonoo Tunnillie, lors de l’abattage de chiens de traîneau en 1950 par la GRC. Étant chasseur, il a représenté le besoin et le lien émotionnel avec ses chiens pour vivre dans les conditions extrêmes de l'Arctique.

## Expositions
À travers sa carrière, les travaux de Toonoo Tunnillie ont été présentés à plusieurs reprises. Ses sculptures ont été présentées dans les expositions suivantes:
-       Eskimo Carvings: Coronation Exhibition à Gimpel Fils Gallery à Londres, Royaume-Uni. (1954).
-       Toonoo’s Legacy, en 2002 une exposition d’art présentée par Feheley Fine.
-       Canadian Eskimo Art, organisé par le ministère des Affaires du Nord et des Ressources nationales.(1953).

## Collections muséales
Les sculptures de Toonoo Tunnillie peuvent être trouvées dans les collections muséales de:
-       Musée des beaux-arts du Canada.
-       The Metropolitan Museum of Art.
-       Musée national des beaux-arts du Québec
-       The Winnipeg Art Gallery.

## References
1. ↑  (en-US) renzo, « Toonoo's Legacy », sur Feheley Fine Arts - Inuit Art Gallery, 1er novembre 2002 (consulté le 1er mars 2025)
2. 1 2  (en) Inuit Art Foundation, « Toonoo | IAQ Profiles », sur Inuit Art Foundation (consulté le 1er mars 2025)
3. 1 2 3 4 5  (en) Inuit Art Foundation, « Toonoo | IAQ Profiles », sur Inuit Art Foundation (consulté le 1er mars 2025)
4. 1 2 3  (en) « Oviloo Tunnillie », sur Art Canada Institute - Institut de l’art canadien (consulté le 1er mars 2025)
5. ↑  (en) Robert Kardosh, « Transcending the Particular: Feminist Vision in the Sculpture of Oviloo Tunnillie », sur Inuit Art Foundation (consulté le 4 mars 2025)
6. 1 2 3  (en-US) renzo, « Toonoo's Legacy », sur Feheley Fine Arts - Inuit Art Gallery, 1er novembre 2002 (consulté le 1er mars 2025)
7. ↑  Norman Vorano, « WIGHT, Darlene Coward, Zebedee NUNGAK, Lorne BALSHINE and Harry WINROB, 2008 The Harry Winrob Collection of Inuit Sculpture, Winnipeg, Winnipeg Art Gallery, 136 pages. », Études/Inuit/Studies, vol. 32, no 2,‎ 2008, p. 198 (ISSN 0701-1008 et 1708-5268, DOI 10.7202/038227ar, lire en ligne, consulté le 4 mars 2025)
8. ↑  (en) Inuit Art Foundation, « Toonoo | IAQ Profiles », sur Inuit Art Foundation (consulté le 1er mars 2025)
9. ↑  (en-US) renzo, « Toonoo's Legacy », sur Feheley Fine Arts - Inuit Art Gallery, 1er novembre 2002 (consulté le 1er mars 2025)
10. 1 2  (en) Inuit Art Foundation, « Toonoo | IAQ Profiles », sur Inuit Art Foundation (consulté le 1er mars 2025)
11. 1 2 3 4  (en) Inuit Art Foundation, « Toonoo | IAQ Profiles », sur Inuit Art Foundation (consulté le 1er mars 2025)
12. ↑  (en-US) renzo, « Toonoo's Legacy », sur Feheley Fine Arts - Inuit Art Gallery, 1er novembre 2002 (consulté le 1er mars 2025)
13. ↑  (en) « Oviloo Tunnillie », sur Art Canada Institute - Institut de l’art canadien (consulté le 1er mars 2025)